# 色拉乌孜日追
色拉乌孜日追（藏語：སེ་ར་དཔུ་རཚེ་རི་ཁྲོད་，威利转写：se ra dbu rtse ri khrod），又称“珠康寺”，位于西藏自治区拉萨市城关区，是一座藏传佛教格鲁派寺院。

## 简介

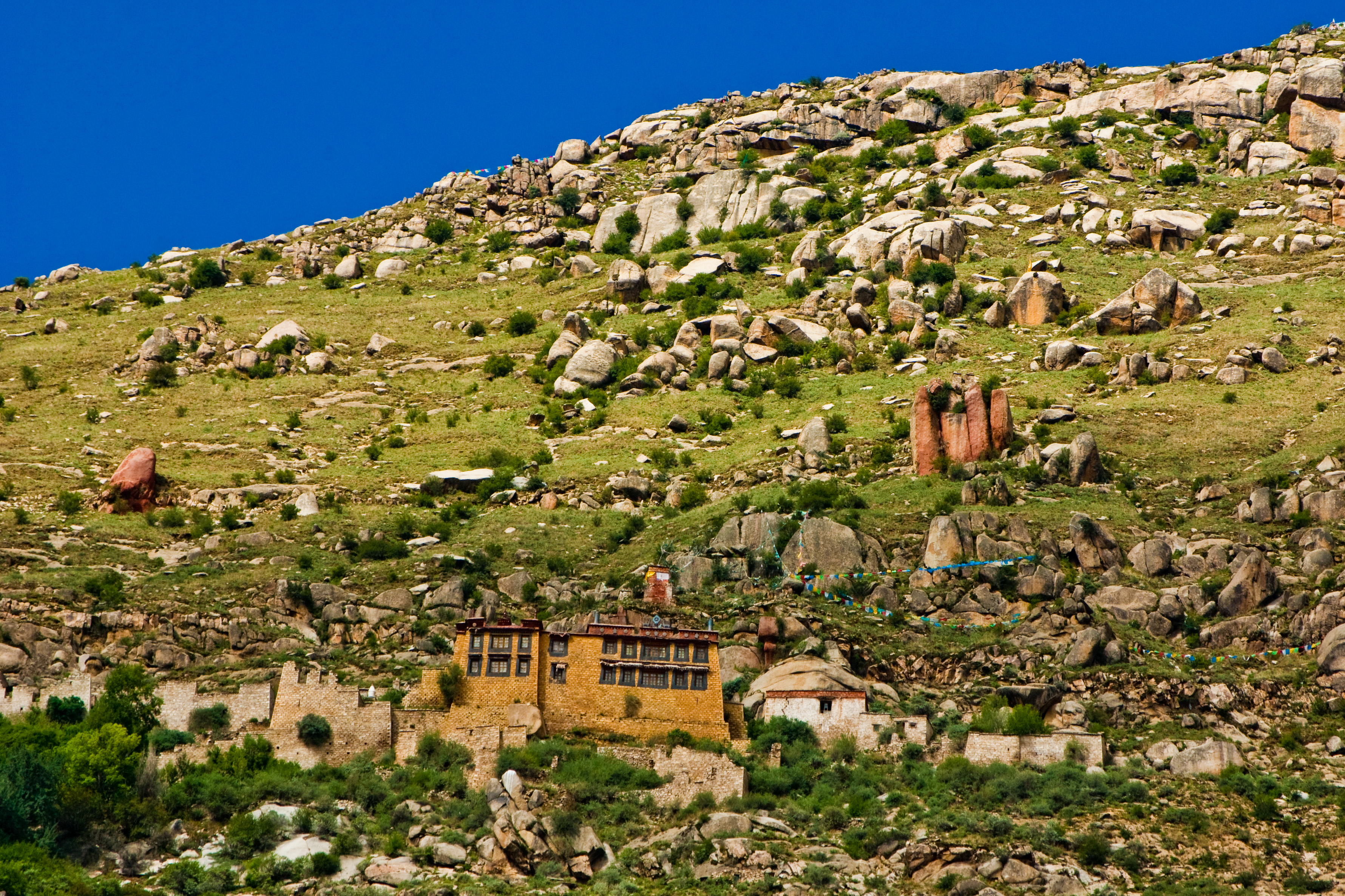
色拉乌孜日追

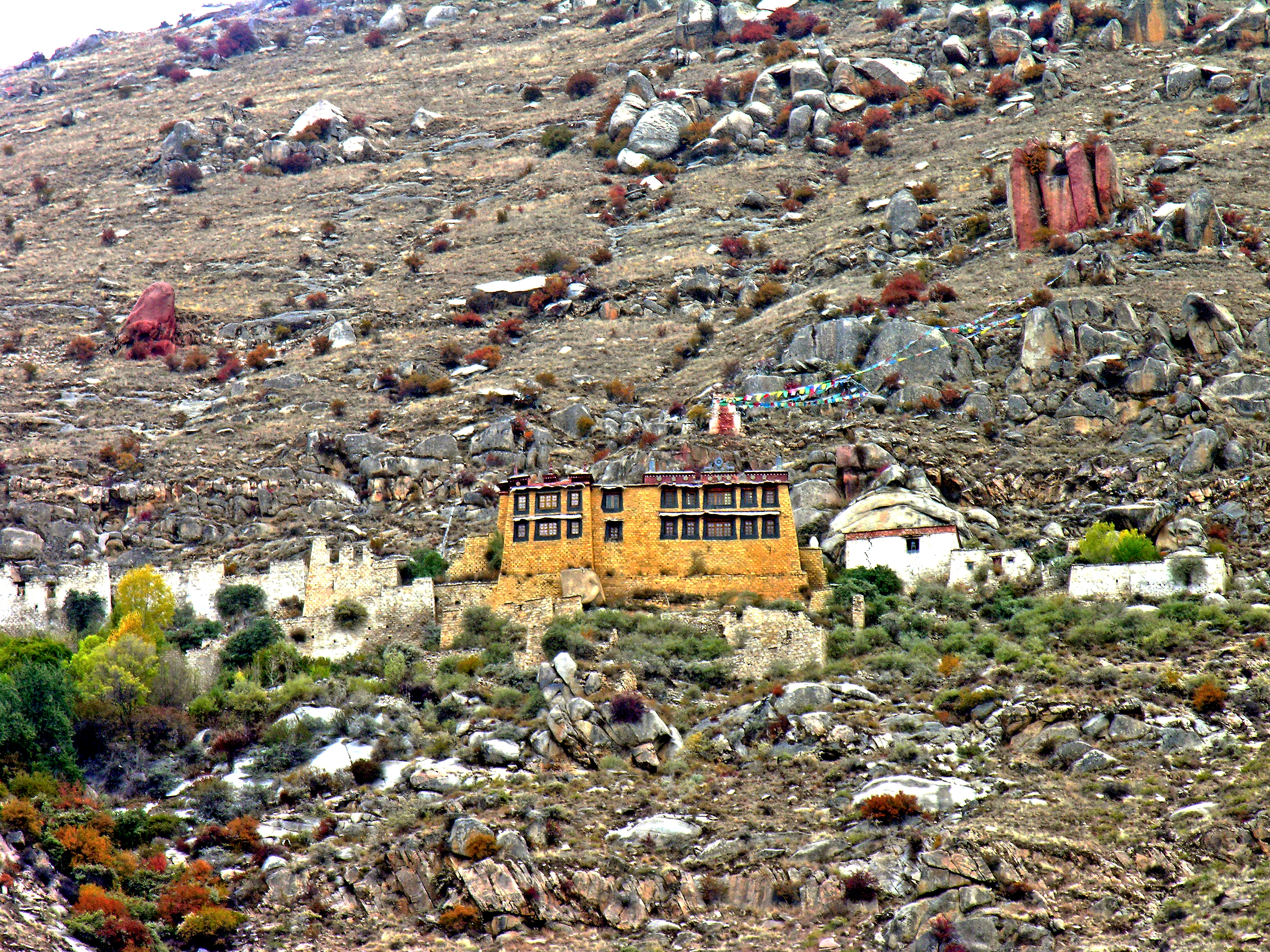
色拉乌孜日追

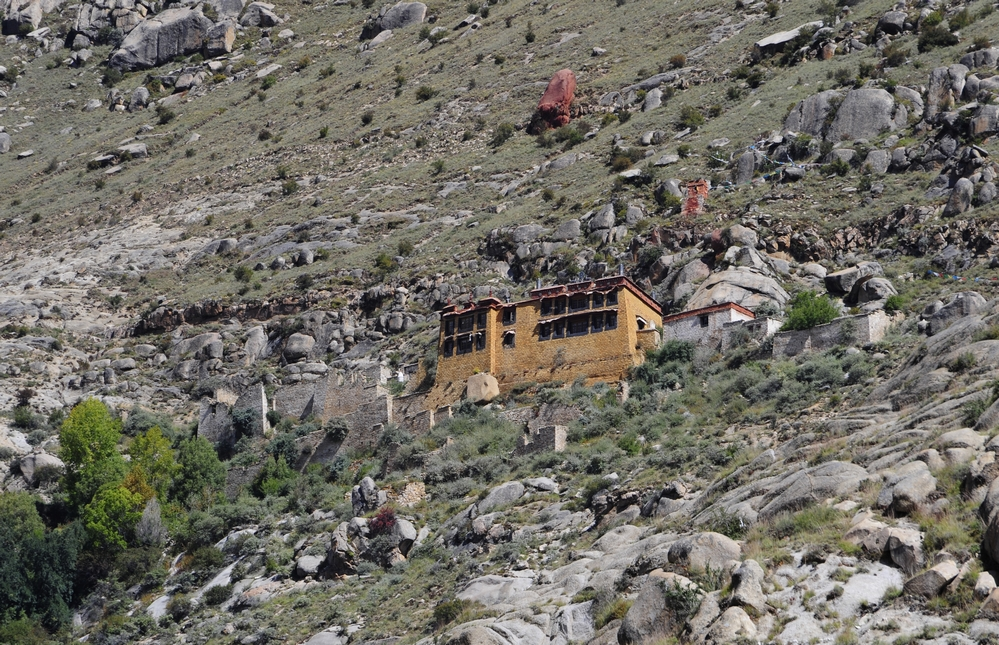
色拉乌孜日追远景

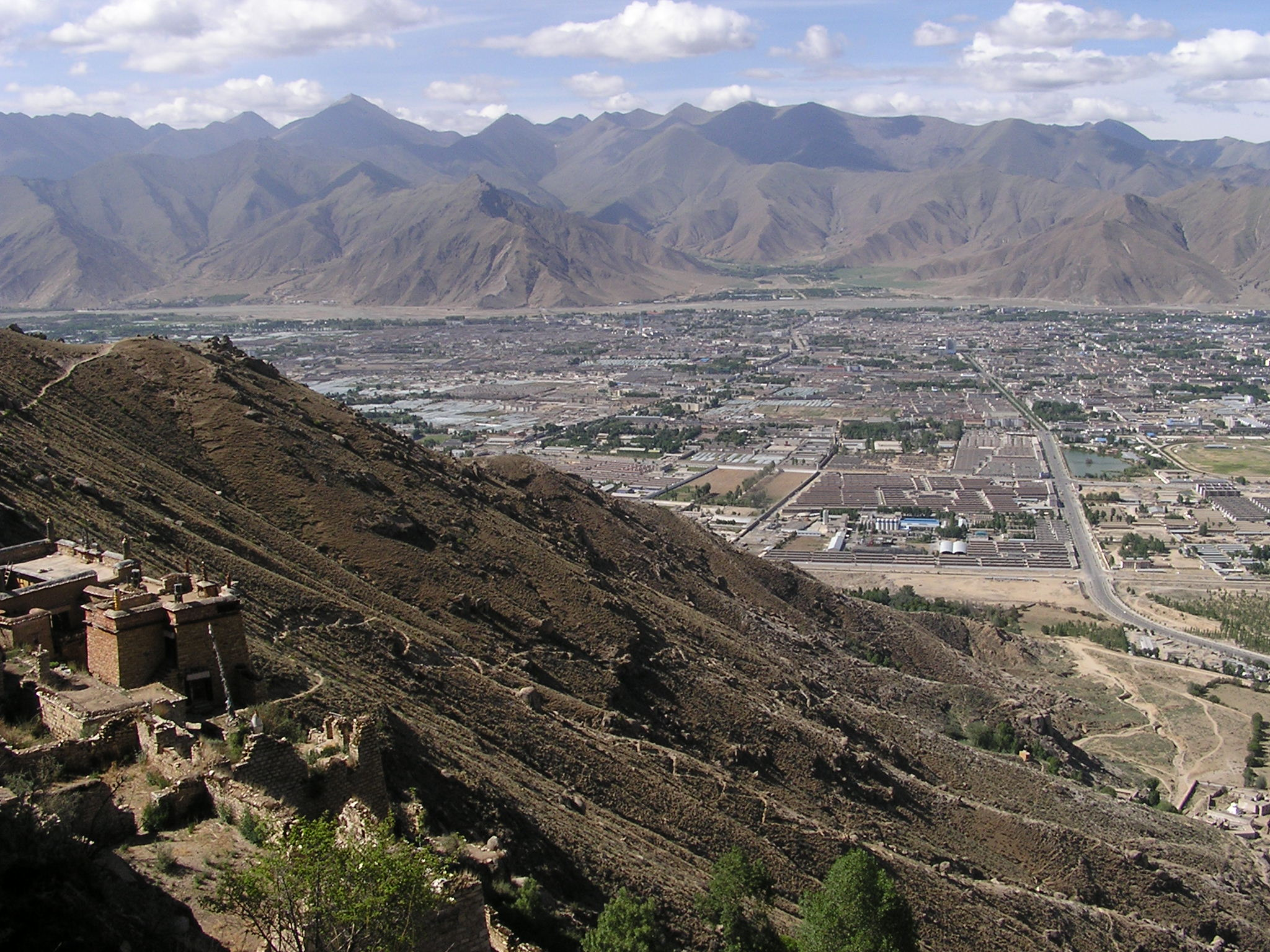
从色拉乌孜日追看拉萨

色拉乌孜日追位于色拉乌孜山顶的北侧，是一座土黄色的小庙。该寺创建于1407年。据说宗喀巴喜爱闭关静修，故弟子们便为他在山北修建了该寺。该庙外墙涂成黄色，象征佛法，也象征格鲁派（黄教）。宗喀巴圆寂后，此处成为弟子们修习密宗之所。六世达赖仓央嘉措曾在此闭关静修多日。
18世纪初，此处出了一位高僧格勒嘉措，即第一世珠康活佛。因此该庙名声远播，前来求法者很多。色拉乌孜日追虽小，但房屋紧凑，经堂、僧舍、活佛宅邸都有。第四世珠康活佛丹巴坚赞，应安多千户央云曲杰邀请，在藏北的那曲兴建了孝登寺。珠康活佛由此成为藏北草原的宗教领袖。第七世珠康活佛是珠康·土登克珠，是西藏自治区人大常委会副主任。